# مردانقم
مردانقم هي قرية في مقاطعة خدا أفرين، إيران. عدد سكان هذه القرية هو 730 في سنة 2006.